# South Boston 400 1963 (april)
South Boston 400 1963 var ett stockcarlopp ingående i Nascar Grand National Series (nuvarande Nascar Cup Series) som kördes 14 april 1963 på den 0,375 mile (603.504 m) långa ovalbanan South Boston Speedway i South Boston i Virginia. Loppet var det första av två South Boston 400 som kördes 1963. Ett höstrace med samma namn kördes 20 oktober. Totalt avverkades 150 miles (241.4016 km) fördelat på 400 varv. Banunderlaget var asfalt. Loppet vanns av Richard Petty i en Plymouth på tiden 1:59:38 körande för Petty Enterprises. Pettys snitthastighet uppgick till 75.229 mph. Han var vid målgång ensam förare på ledarvarvet, två varv före tvåan Jim Paschal. Det var Pettys 17:e vinst av totalt 200 i karriären. Prispotten uppgick till 6 095 dollar, varav 1 500 dollar gick till segraren.

## Resultat
| Plc     | Nr  | Förare        | Team/ bilägare    | Konstruktör | Start | Varv | Ledda varv |
| ------- | --- | ------------- | ----------------- | ----------- | ----- | ---- | ---------- |
| 1       | 43  | Richard Petty | Petty Enterprises | Plymouth    | 2     | 240  | 325        |
| 2       | 41  | Jim Paschal   | Petty Enterprises | Plymouth    | 3     | 298  | 0          |
| 3       | 11  | Ned Jarrett   | Burton-Robinson   | Ford        | 1     | 394  | 75         |
| 4       | 09  | Larry Manning | Bob Adams         | Chevrolet   | 9     | 374  | 0          |
| 5       | 134 | Earl Brooks   | Scott Racing      | Chevrolet   | 16    | 269  | 0          |
| 6       | 19  | Herman Beam   | Herman Beam       | Ford        | 7     | 268  | 0          |
| 7       | 34  | Wendell Scott | Scott Racing      | Chevrolet   | 12    | 365  | 0          |
| 8       | 6   | David Pearson | Owens Racing      | Dodge       | 5     | 358  | 0          |
| 9       | 87  | Buck Baker    | Buck Baker Racing | Chrysler    | 6     | 347  | 0          |
| 10      | 0   | E.J. Trivette | Bill Church       | Chevrolet   | 14    | 346  | 0          |
| 11      | 69  | Curtis Crider | Curtis Crider     | Mercury     | 13    | 325  | 0          |
| 12      | 50  | Larry Thomas  | J.C. Parker       | Dodge       | 15    | 254  | 0          |
| 13      | 5   | Billy Wade    | Owens Racing      | Dodge       | 14    | 210  | 0          |
| 14      | 86  | Neil Castles  | Buck Baker Racing | Chrysler    | 10    | 145  | 0          |
| 15      | 54  | Jimmy Pardue  | Pete Stewart      | Ford        | 8     | 64   | 0          |
| 16      | 83  | Joe Weatherly | Worth McMillion   | Pontiac     | 10    | 48   | 0          |
| Källor: |     |               |                   |             |       |      |            |